# Eclipsi de Lluna

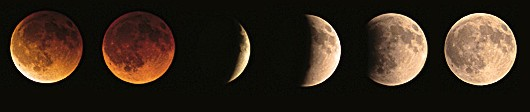
Fases d'un eclipsi lunar

Un eclipsi de Lluna o eclipsi lunar és un eclipsi que ocorre quan la Lluna està a l'ombra de la Terra. Això només passa quan la Lluna pot rebre la llum del Sol, en una posició en què el Sol, la Terra i la Lluna estan alineats o a punt de fer-ho. Dit d'una altra manera l'eclipsi de Lluna  apareix quan la Terra s'interposa entre el Sol i la Lluna, és a dir, quan la Lluna entra en la zona d'ombra de la Terra. Això només pot ser en lluna plena. El tipus i la mida d'un eclipsi lunar depèn de la posició relativa de la lluna amb relació als seus nodes orbitals.
Un eclipsi lunar succeeix quan l'ombra de la Terra es projecta sobre la Lluna. Calen dues condicions perquè això succeeixi. En primer lloc, la Lluna hauria de ser lluna plena, és a dir, el Sol, ha d'estar situat directament darrere de la Terra. No obstant això, atès que el pla de l'òrbita de la Lluna està inclinat 5 graus respecte al pla orbital de la Terra (l'eclíptica), la majoria de les llunes plenes es produeixen quan la Lluna està al nord o al sud de l'ombra de la Terra. En segon lloc, hi ha una altra condició perquè passi un eclipsi lunar, i és que la Lluna ha d'estar a prop d'un dels dos punts d'intersecció de la seva òrbita amb l'eclíptica. Aquests dos nodes es denominen node ascendent lunar i node descendent lunar.

## Tipus
Hi ha tres tipus d'eclipsi lunar:

Eclipsi lunar del 3 de març de 2007. La Lluna acolorida es deu a la refracció de la llum solar en l'atmosfera a causa de les partícules de pols que hi ha

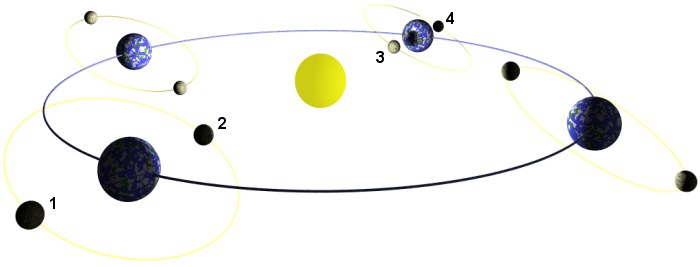
En la situació 1 i 4, un eclipsi lunar és possible, en 2 i 3, és possible un eclipsi solar

- Total Quan la Lluna (L2) penetra totalment en el con d'ombra.
- Parcial Quan la Lluna (L1) penetra només parcialment en el con d'ombra
- Penombral Quan la Lluna (L3) penetra parcialment o totalment en la corona penombra que rodeja a la zona d'ombra.

El tipus d'eclipsi lunar no depèn de l'observador i és igualment visible mentre la Lluna siga visible per a l'observador per estar per dalt de l'horitzó.

## Con d'ombra i penombra

La Terra i la Lluna tenen plànols d'òrbita amb 5° de diferència d'inclinació, cosa que genera els nodes lunars.

La Terra és un cos el radi equatorial del qual és de 6378 km que en ser il·luminat pel Sol, el radi del qual és 695.500 km és a dir 109,05 vegades major, projecta un con d'ombra convergent i un con de penombra divergent, determinats per les tangents interiors i exteriors, respectivament, comuns al Sol i a la Terra.
Ambdós astres estan separats generalment per una distància de 149.600.000 km denominada Unitat astronòmica.
La Lluna té un radi de 1.736,6 km i gira al voltant de la Terra a una distància mitjana de 384.403 km (60,27 radis equatorials de la Terra).
L'altura del con d'ombra és d'1.384.584 km (217 radis equatorials) que és major que la distància de la Lluna a la Terra pel que es produïxen eclipsis.
Un eclipsi penombral és per a un astronauta situat en la Lluna un eclipsi parcial de Sol.
Anàlogament si l'astronauta està en el con d'ombra de la Terra no veu per a res al Sol i per a ell és un eclipsi total de Sol. L'atmosfera terrestre té una influència vital en els eclipsis. Si no existís en cada eclipsi total de Lluna esta desapareixeria completament, cosa que sabem que no ocorre. La Lluna totalment eclipsada adquireix un color rogenc característic a causa de la llum refractada per l'atmosfera de la Terra.
L'ombra té una grandària de 4607 km i com que el radi de la Lluna és 1736,6 km resulta que el radi de l'ombra és 2,653 vegades el radi de la Lluna pel que quasi caben 3 Llunes dins de l'Ombra.

## Càlcul de la grandària de l'ombra de la Lluna
La grandària de l'ombra pot expressar-se en funció del Paral·laxi lunar (Pl), del Paral·laxi solar (Ps), del Semidiàmetre del Sol (Ss) i del Semidiàmetre de la lluna (Sl). Es compleix que la grandària de l'ombra és:
{\displaystyle S=Pl+Ps-Ss\;}
La grandària de la penombra, a la distància que viatja la Lluna, és:
{\displaystyle P=Pl+Ps+Ss+Pl/Sl\;}

## Escala de Danjon
La següent escala (l'escala de Danjon) va ser creada per André Danjon per a la qualificació de la foscor total dels eclipsis lunars: 
- 0: Molt foscos, Lluna gairebé invisible en la semitotalitat.
- 1: Grisos foscos o Marrons, pocs detalls visibles.
- 2: vermellosos o vermells Marrons amb àrea central més fosca, regions externes molt brillants.
- 3: Roig maó, sovint amb un marge groguenc.
- 4: Ataronjat o rogenc, molt brillant, de vegades amb un marge blavós.

## Cicles d'eclipsi
Cada any hi ha almenys dos eclipsis lunars, encara que els eclipsis lunars totals són molt menys comuns. Si es coneix la data i hora d'un eclipsi, és possible predir l'ocurrència d'altres eclipsis emprant un calculador de cicles d'eclipsi com el saros.

## Eclipsis de lluna entre 2004 i 2020
| Data                   | Començament de l'eclipsi penumbral | Començament de l'eclipsi parcial | Començament de la totalitat | Màxim/tipus             | Final de la totalitat | Final de l'eclipsi parcial | Final de l'eclipsi penumbral | Magnitud |
| 4 de maig de 2004      | 18:51                              | 19:48                            | 20:52                       | 21:30/total             | 22:08                 | 23:12                      | 00:09                        | 1,309    |
| 28 d'octubre de 2004   | 01:06                              | 02:14                            | 03:23                       | 04:04/total             | 04:44                 | 05:53                      | 07:03                        | 1,314    |
| 24 d'abril de 2005     | 07:50                              | -                                | -                           | 09:55/penumbral-parcial | -                     | -                          | 12:00                        | 0,890    |
| 17 d'octubre de 2005   | 09:51                              | 11:34                            | -                           | 12:03/parcial           | -                     | 12:32                      | 14:15                        | 0,069    |
| 14 de març de 2006     | 21:21                              | -                                | -                           | 23:47/penumbral-total   | -                     | -                          | 01:13                        | 1,056    |
| 7 de setembre de 2006  | 17:42                              | 19:05                            | -                           | 19:51/parcial           | -                     | 20:37                      | 22:00                        | 0,189    |
| 3 de març de 2007      | 20:16                              | 21:30                            | 22:43                       | 23:20/total             | 23:57                 | 01:11                      | 02:25                        | 1,237    |
| 28 d'agost de 2007     | 07:52                              | 08:51                            | 09:52                       | 10:37/total             | 11:23                 | 12:24                      | 13:22                        | 1,481    |
| 20 de febrer de 2008   | 00:35                              | 01:42                            | 03:00                       | 03:26/total             | 03:51                 | 05:09                      | 06:17                        | 1,112    |
| 16 d'agost de 2008     | 19:23                              | 20:35                            | -                           | 22:10/parcial           | -                     | 23:44                      | 00:57                        | 0,812    |
| 9 de febrer de 2009    | 12:37                              | -                                | -                           | 14:38/penumbral-parcial | -                     | -                          | 16:40                        | 0,925    |
| 7 de juliol de 2009    | 08:33                              | -                                | -                           | 09:39/penumbral-parcial | -                     | -                          | 10:44                        | 0,182    |
| 6 d'agost de 2009      | 00:01                              | -                                | -                           | 01:39/penumbral-parcial | -                     | -                          | 03:17                        | 0,428    |
| 31 de desembre de 2009 | 17:15                              | 18:51                            | -                           | 19:22/parcial           | -                     | 19:53                      | 21:30                        | 0,081    |
| 26 de juny de 2010     | 08:55                              | 10:16                            | -                           | 11:38/parcial           | -                     | 13:00                      | 14:21                        | 0,543    |
| 21 de desembre de 2010 | 05:28                              | 06:32                            | 07:40                       | 08:17/total             | 08:54                 | 10:02                      | 11:06                        | 1,261    |
| 15 de juny de 2011     | 17:23                              | 18:23                            | 19:22                       | 20:13/total             | 21:03                 | 22:02                      | 23:02                        | 1,706    |
| 10 de desembre de 2011 | 11:32                              | 12:45                            | 14:06                       | 14:32/total             | 14:58                 | 16:18                      | 17:32                        | 1,110    |
| 4 de juny de 2012      | 08:46                              | 09:59                            | -                           | 11:03/parcial           | -                     | 12:07                      | 13:20                        | 1,377    |
| 28 de novembre de 2012 | 12:13                              | -                                | -                           | 14:33/parcial-penumbral | -                     | -                          | 16:53                        | 0,942    |
| 25 d'abril de 2013     | 18:02                              | 19:52                            | -                           | 20:07/parcial           | -                     | 20:23                      | 22:13                        | 0,019    |
| 25 de maig de 2013     | 03:43                              | -                                | -                           | 04:10/parcial-penumbral | -                     | -                          | 04:37                        | 0,04     |
| 18 d'octubre de 2013   | 21:48                              | -                                | -                           | 23:50/parcial-penumbral | -                     | -                          | 01:52                        | 0,792    |
| 15 d'abril de 2014     | 04:52                              | 05:58                            | 07:07                       | 07:46/total             | 08:25                 | 09:34                      | 10:39                        | 1,295    |
| 8 d'octubre de 2014    | 08:14                              | 09:15                            | 10:25                       | 10:55/total             | 11:25                 | 12:35                      | 13:35                        | 1,172    |
| 4 d'abril de 2015      | 09:00                              | 10:16                            | 11:54                       | 12:00/total             | 12:06                 | 13:45                      | 15:01                        | 1,005    |
| 28 de setembre de 2015 | 00:10                              | 01:07                            | 02:11                       | 02:47/total             | 03:24                 | 04:28                      | 05:24                        | 1,282    |
| 23 de març de 2016     | 09:37                              | -                                | -                           | 11:47/penumbral-parcial | -                     | -                          | 13:58                        | 0,801    |
| 18 d'agost de 2016     | 09:25                              | -                                | -                           | 09:43/penumbral-parcial | -                     | -                          | 10:01                        | 0,015    |
| 16 de setembre de 2016 | 16:53                              | -                                | -                           | 18:54/penumbral-parcial | -                     | -                          | 20:56                        | 0,933    |
| 11 de febrer de 2017   | 22:32                              | -                                | -                           | 00:44/penumbral-total   | -                     | -                          | 02:56                        | 1,015    |
| 7 d'agost de 2017      | 15:48                              | 17:22                            | -                           | 18:21/parcial           | -                     | 19:19                      | 20:53                        | 0,250    |
| 31 de gener de 2018    | 10:50                              | 11:48                            | 12:52                       | 13:30/total             | 14:08                 | 15:12                      | 16:10                        | 1,321    |
| 27 de juliol de 2018   | 17:13                              | 18:24                            | 19:30                       | 20:22/total             | 21:14                 | 22:20                      | 23:31                        | 1,613    |
| 21 de gener de 2019    | 02:35                              | 03:34                            | 04:41                       | 05:12/total             | 05:44                 | 06:51                      | 07:50                        | 1,201    |
| 16 de juliol de 2019   | 18:42                              | 20:01                            | -                           | 21:31/parcial           | -                     | 23:00                      | 00:20                        | 0,659    |
| 16 de juliol de 2019   | 18:42                              | 20:01                            | -                           | 21:31/parcial           | -                     | 23:00                      | 00:20                        | 0,659    |
| 10 de gener de 2020    | 17:06                              | -                                | -                           | 19:10/penumbral-parcial | -                     | -                          | 21:15                        | 0,920    |
| 5 de juny de 2020      | 17:44                              | -                                | -                           | 19:25/penumbral-parcial | -                     | -                          | 21:07                        | 0,594    |
| 5 de juliol de 2020    | 03:04                              | -                                | -                           | 04:30/penumbral-parcial | -                     | -                          | 05:56                        | 0,381    |
| 30 de novembre de 2020 | 07:30                              | -                                | -                           | 09:43/penumbral-parcial | -                     | -                          | 11:56                        | 0,854    |

Nota: hores en UTC.

## Fotografia d'un eclipsi lunar
La fotografia d'un eclipsi lunar requereix la mateixa forma d'actuació, en principi, que la resta de fotografies lunars encara que amb molta més cura, ja que aquest tipus de fenòmens no ocorre tot els mesos lunars.
Com a material especial, només serà necessari utilitzar filtres lunars per a la fase de pleniluni i un diafragma que disminueixi una mica la quantitat de llum rebuda, sent opcional encara que aconsellable l'ús de càmeres fotogràfiques del tipus SLR o millor encara del tipus digital.
És imprescindible abans de començar el seguiment conèixer per endavant els valors del fenomen, podent aconseguir aquests valors dels anuaris astronòmics que publiquen certes entitats o bé consultant amb alguna de les nombroses agrupacions astronòmiques locals.
Amb aquestes dades tindrem accés a valors tan importants com són: hora de l'inici del primer contacte amb la penombra, hora del primer contacte amb l'umbra, màxim de l'eclipsi, el darrer contacte amb l'ombra i la penombra, durada de l'eclipsi, magnitud, etc. els paràmetres que ens informaran i ajudaran a preparar millor el nostre treball.
Si efectuem el seguiment de l'eclipsi amb un teleobjectiu procedirem de la forma explicada per a la resta de fotografies lunars, emprant qualsevol tipus de pel·lícula segons la classe de resultats que desitgem obtenir. Per a estudis de les diferents fases s'aconsella l'ocupació de film en blanc i negre, deixant el color només per a preses en les que desitgem detalls cromàtics: per exemple l'avanç de l'ombra terrestre sobre els accidents lunars o les variacions cromàtiques de la superfície lunar.
Una forma segura de garantir l'èxit seria emprar diverses càmeres amb diferent tipus de pel·lícula: així tindríem el fenomen en diferents formats emprant cadascun d'ells de diferent forma. Aquest sistema, a més de car (necessita almenys l'ocupació de 3 càmeres: una dotada de film en color, una altra amb pel·lícula en blanc i negre i una tercera amb diapositiva) requerirà l'ús de diverses persones per manejar els equips astronòmics, fotogràfics i de cronometratge de temps del succés, de manera que només sol ser emprat per associacions astronòmiques en què els recursos són bastants i estan ben repartits.
Per iniciar-només és necessari comptar amb un petit teleobjectiu i un trípode que ens garanteixi la immobilitat del cos de la càmera. Es procedirà de la mateixa manera com si es tractés de fotografies lunars corrents, realitzant diverses preses abans i després de l'inici i fi del fenomen, regulant els temps d'exposició amb les dades que ens aporti el fotòmetre i efectuant els trets amb ajuda d'un allargador de cable o mitjançant el sistema de retard de la càmera.
Com és natural com més gran sigui la distància focal de l'instrument emprat major quantitat de fins detalls podran aconseguir-se a l'hora d'efectuar ampliacions, i major serà el diàmetre lunar en film.
Es poden fer sèries fotogràfiques distanciant un tret d'un altre uns cinc minuts en totes elles amb la idea de donar temps a l'ombra perquè avanç, variant el temps d'exposició i el diafragma d'acord amb el que ens indiqui el fotòmetre: en fer cada tret seria convenient realitzar altres dues fotografies més, amb un diafragma més i un menys, per així garantir almenys un fotograma correcte d'exposició, ja que no sempre el que el fotòmetre veu i el que nosaltres veiem coincideix, sobretot si hi ha diferències notòries entre ombra i claredat.
Convé tenir anotats els valors de cadascuna de les preses (hora en TU, diafragma, velocitat, sensibilitat, ...) en un quadern especial per evitar posteriors equivocacions a l'hora d'identificar i enumerar cada fotograma; si en aquest eclipsi no obtenim bons resultats en el següent podem comptar amb aquests errors i evitar-amb tota seguretat.
Durant la fase d'eclipsi total podem seguir realitzant algunes preses per intentar captar el to vermellós o taronja del fenomen (de vegades gris molt fosc que fa desaparèixer el nostre satèl·lit), per a això s'aconsellen sèries manuals a 4, 6, 8, 10, 12, 14 o 16 segons d'exposició segons el colorit del fenomen, la focal de l'objectiu o la sensibilitat del film; hem de recordar que l'eclipsi lunar és menys precipitat que el solar, per la seva major durada: per això aquí no tenim tanta pressa com amb el de Sol i podem treballar més relaxats ia consciència.
Si el seguiment el fem a través d'un telescopi es procedirà de la manera ja explicada anteriorment, utilitzant el motor sincrònic si ho tinguéssim per garantir així una imatge lliure de moviments indesitjats. S'utilitzarà un ocular de baixa potència (pocs augments 20 o 40 mm), per realitzar els conjunts totals del fenomen i variar després a major augment si el que volem obtenir és el moment en què l'ombra arribi a un determinat accident o es desitja captar l'aspecte de certs cràters Plató o Aristarco sota l'ombra terrestre.
Una vegada finalitzat el fenomen convé processar al més aviat possible el negatiu per veure fins on hem estat capaços d'arribar al nostre seguiment: si anem a trigar algun temps a revelar-seria millor guardar a la nevera fins al moment de fer-ho, evitant així la pèrdua de qualitat en les imatges obtingudes, encara que actualment hi ha unes càmeres digitals que ens estalviaran totes les molèsties de les clàssiques càmeres del tipus SLR.

## Ús dels eclipsis de lluna en la història

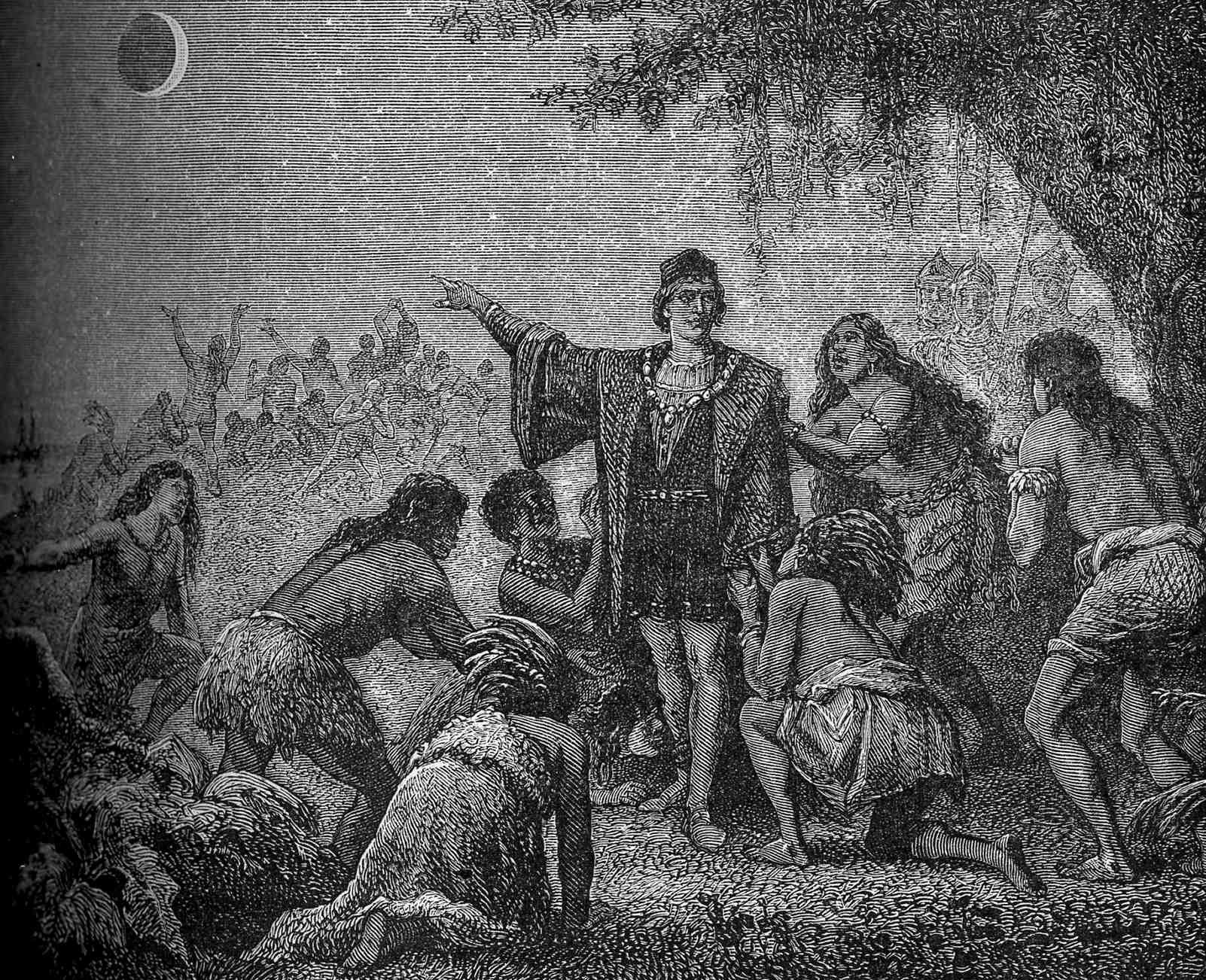
Colom intimida als indígenes mitjançant la predicció d'un eclipsi lunar.

Cristòfor Colom, en el seu segon viatge a la Hispaniola, va observar l'eclipsi de Lluna del 14 al 15 de setembre de 1494, i comparant les hores del començament i fi del mateix amb les registrades en les observacions de les taules de Granollachs va deduir-ne la longitud.
Valent-se de les efemèrides lunars, va predir i va utilitzar l'eclipsi lunar del 29 de febrer de 1504 per obtenir dels indígenes de Jamaica els queviures que aquells es negaven a proporcionar.
Juan López de Velasco, que el 1572 va ser nomenat cosmògraf major del rei espanyol Felip II, va redactar per encàrrec d'aquest unes normes per a la correcta observació a Espanya i Amèrica de l'eclipsi de Lluna de l'any 1577 i va idear un instrument especial per observar-personalment, remetent un model perquè es pogués construir fàcilment a tot arreu. Per les observacions fetes es va poder precisar la longitud de molts punts geogràfics.
El valencià Joan Jacme Ferrer, el 1577 va ser enviat per Felip II, a Mèxic i a les Filipines per a calcular-ne la longitud, La longitud de Mèxic la va calcular amb un error de 400 km. Va morir de forma estranya a Manila quan en calculava la longitud, per demostrar que les Filipines estaven en el costat espanyol (de fet estan en el costat portuguès)

## Mitologia
Els hindús a principis de la nostra era tractaren d'explicar els eclipsis de Lluna mitjançant el mite de Rahu (que s'explica al Bhagavat Purana, entre altres). Els semidéus i els dimonis bateren l'oceà de llet (un dels set exòtics oceans llunyans, dins d'aquest mateix planeta) per extreure'n el nèctar de la immortalitat. Quan es produí aquest fet, una forma femenina del déu Vixnu els feu formar fila. Primer en donaria un glop a cada semidéu i després en repartiria la resta entre els dimonis.
Aleshores, Rahu adoptà forma de semidéu per participar en la primera dosificació de nèctar. Quan li tocà el seu torn i alçà la copa per prendre'n una gota de nèctar, Soma (déu de la Lluna) es donà compte de la impostació i avisà Vixnu, que li tallà el cap al dimoni amb el seu disc xakra. Com que Rahu ja tenia la gota de nèctar a la boca, el seu cap es tornà immortal, quedà penjat de la volta del cel i de tant en tant es menja la Lluna com a venjança.
Quan es produeix un eclipsi, els hindús s'amaguen temorosos a les seves cases, car ho consideren un esdeveniment "inauspiciós" (a-shubha).

## Lluna de sang
La lluna de sang és el nom donat pels observadors astronòmics a l'eclipsi lunar total, al qual la lluna no desapareix completament de la vista, sinó que queda tènuement il·luminada per la llum solar dispersada per la Terra, que dona a la lluna un color vermellós.
És prou excepcional és que entre el 2014 i el 2015 el fenomen es va produir quatre vegades, però no va ser visible des de molts punts de la Terra. Tal tètrada només es va produir tres vegades durant els darreres cinc-cents anys.

### Interpretacions literàries i apocalíptiques
El fenomen va inspirar el poeta balear Miquel López Crespí al poema Lluna de Sang del seu recull Les Ciutats Imaginades (2006) del qual les tres versos finals diuen: 
| « | De què fugim de quina llum sangonosa ens amagam, quin secret conjur ens lliga encara al domini devorador del temps. | » |

Per Joan Francesc López Casasnovas al poema Mort de peix a l'horabaixa extret del recull Faig (1974) sona així:
| « | Ha eixit la lluna com mai vestida color rogent, [...] Ha sortit lluna de sang per glopejar sang de peix. La mort davall l'aigua va, no li guanya cap soter. | » |

Segons certs autors, la lluna de sang sovint hauria coincidit amb esdeveniments majors en la història del poble jueu, com per exemple la crucifixió de Jesús (any 32-33 dC), el 1492-93 l'expulsió dels jueus pels Reis Catòlics, la creació de l'estat d'Israel el 1948 i l'armistici de l'abril del 1949 així com la Guerra dels Sis Dies el 1967. També a la mitologia cristiana, el fenomen és considerat com un senyal premonitori de grans esdeveniments preparats per Déus: «Faré prodigis dalt del cel i senyals a baix a la terra. El sol es canviarà en tenebres, i la lluna, en sang, abans que vingui el gran dia del Senyor.»